# Miquel Oller
Miquel Oller (1652-1717) Nasqué a Canet de Mar i fou mestre de capella i organista de la parroquial de Canet de Mar fins al 27 de gener de 1717. Oller regentava de forma unificada els magisteris de la capella i l'orgue perquè els darrers anys del magisteri de Miquel Oller, la capella de música va començar a viure una davallada dels seus efectius.
És probable que fos deixeble de Miquel Rosquelles a Santa Maria del Mar, atesa la còpia que feu d'un Magnificat d'aquest autor en el manuscrit CMar 833. Es conserven cent obres seves en el fons CMar (Fons de l'Església Parroquial de Sant Pere i Sant Pau de Canet de Mar). Selecció d'Obres